# جورجي جوكوف (لاعب كرة قدم)
جورجي جوكوف (بالقازاقية: Георгий Жуков؛ بالروسية: Георгий Жуков) هو لاعب كرة قدم كازاخستاني وروسي وبلجيكي في مركز الوسط، ولد في 19 نوفمبر 1994 في سيماي في كازاخستان. شارك مع منتخب بلجيكا تحت 19 سنة لكرة القدم ومنتخب كازاخستان تحت 21 سنة لكرة القدم ومنتخب كازاخستان لكرة القدم. أما مع النوادي، فقد لعب مع أورال يكاترينبورغ وبيرسخوت إيه سي ورودا كيركراده وستاندارد لييج وفيسوا كراكوف ونادي أستانا ونادي كايرات.

## وصلات خارجية
- جورجي جوكوف على موقع الاتحاد الأوربي (الإنجليزية)
- جورجي جوكوف على موقع الاتحاد البلجيكي (الإنجليزية)
- جورجي جوكوف على موقع قاعدة بيانات كرة القدم.إي يو (الإنجليزية)
- جورجي جوكوف على موقع ناشيونال فوتبول تيمز (الإنجليزية)
- جورجي جوكوف على موقع Soccerway.com (الإنجليزية)
- جورجي جوكوف على موقع عالم كرة القدم.نت (الإنجليزية)
- جورجي جوكوف على موقع AS.com (الإسبانية)